# 파니팍 웡파타나낏
파니팍 웡파타나낏(태국어: พาณิภัค วงศ์พัฒนกิจ, 1997년 8월 8일~)은 태국의 태권도 선수이다. 18살때에 2015년 세계 태권도 선수권 대회에 참여하였고 이 대회의 첫 금메달을 획득하였다. 이후 2016년 하계 올림픽 태권도에 참가하여 동메달을 획득하였다. 2018년 5월 아시아 선수권 대회에 참가하였으나 대한민국의 강보라에게 패하며 시상대에 오르지 못했다. 직후 8월에 열린 2018년 아시안 게임 태권도에 출전하여 8강전에 강보라를 다시 만났고 27-8로 대승을 거두었고 금메달을 획득하였다. 2019년 세계태권도연맹 올해의 선수에 선정되었다.

## 상훈
- 디렉쿠나폰 훈장 4등급(2014년)[8]

## 같이 보기
- 올림픽 태권도 메달리스트 목록